# Větrný mlýn (Kořenov)
Větrný mlýn holandského typu se nachází v obci Kořenov, v místní části Horní Polubný, v okrese Jablonec nad Nisou.

## Historie
Větrný mlýn holandského typu se nachází v nadmořské výšce 790 m asi 300 m severovýchodně od kostela svatého Jana Křtitele v Horním Polubném. Mlýn byl postaven v první polovině 19. století, v některých pramenech je uváděn rok 1830. Zda sloužil k mletí, nelze spolehlivě doložit, přestože jako větrný mlýn je uveden v katastrální mapě z roku 1843. Objekt byl upraven na obytnou budovu a v současné době slouží k rekreačním účelům. 

## Popis
Mlýn je nízká zděná stavba z lomového kamene na kruhovém půdorysu o průměru 9 m a výšce cca 3–4,5 m, ukončen kuželovou střechou.